# Casa de Khurshidbanu Natavan
La Casa de Khurshidbanu Natavan, también conocida como El Palacio de la hija del Khan, Natavan, (en azerí: Xurşidbanu Natəvanın evi və ya Xan qızı Natəvanın evi) es un monumento histórico y arquitectónico del siglo XVIII o XIX y un museo en la ciudad de Shusha.

## Historia

La imagen de la casa antes de la ocupación armenia de la ciudad de Shusha

La Casa de Khurshidbanu Natavan es una de las primeras casas residenciales en la ciudad de Shusha, construida por el arquitecto azerbaiyano Karbalayi Safikhan Karabakhi en el siglo XVIII o XIX para Khurshidbanu Natavan, un poeta azerbaiyano.
El 10 de octubre de 1932, la Comisaría Popular de Educación de la República Socialista Soviética de Azerbaiyán estableció la Escuela de Música de Shusha por iniciativa de Bulbul. La escuela funcionó en el edificio. En 1984 se renombró la Escuela Infantil de Arte en nombre de Niyazi. 
En 1987 el gobierno soviético restauró el edificio y creó la casa-museo de Khurshidbanu Natavan, una rama del Museo Nacional de Literatura de Azerbaiyán en  nombre de Nezamí Ganyaví. El primer director del museo fue Namig Babayev.
El 8 de mayo de 1992, después de la captura de la ciudad de Shusha por las fuerzas armenias, la casa-museo dejó de funcionar. Durante 28 años de ocupación la ciudad fue destruida y saqueda. Las fuerzas armenias dañaron gravemente la casa-museo. El 8 de noviembre de 2020 la ciudad de Shusha fue liberada por las fuerzas de Azerbaiyán.